# 藏合紗惠子
藏合紗惠子（ぞうごう さえこ、1984年8月13日—），為日本的女性聲優、歌手。所屬Production Ace。AMUSEMENT MEDIA綜合學院聲優學校畢業。出生於日本岡山縣津山市。
2016年11月22日宣佈結婚。

## 出演作品
- 粗體字為主要角色

### 電視動畫
2009年
- 天降之物（女子C、藝妓、女性3、姐姐）

2010年
- 守護貓娘緋鞠（小孩）
- 逆轉監督（深沢ヨシオ、おかみ、子供）
- 天降之物f（女子C、浅香、DVD的聲音、女子2）

2011年
- R-15（手挂紫纹）
- 世界第一初戀（助手、來賓、店員、OL、女性漫畫家）
- 世界第一初戀2（女學生）
- 死囚樂園（ハルミ）
- 魔剑姬！(藜茶茶)

2012年
- 槍械少女！！（一四（M14））

2013年
- 黑魔女學園（日向太陽）
- 小公主蘇菲亞（詹姆斯王子）
- Fate/kaleid liner 魔法少女☆伊莉雅（小孩）
- BLOOD LAD 血意少年（櫻子、茉莉花）
- 蒼翼默示錄（ギィ、圖書館委員的聲音）
- 問題兒童都來自異世界？（嘉洛洛·干達克、水神、阿爾格爾）
- 我的腦內戀礙選項（委員長）

2014年
- 約會大作戰Ⅱ（五河士織）
- 東京ESP（竜士瑠宇）
- 哆啦A夢(2005年電視動畫)（同班同學B）
- 棺姬嘉依卡（嘉依卡·布芙丹）
- 棺姬嘉依卡 AVENGING BATTLE（嘉依卡·布芙丹）
- 風雲維新大將軍（沖田總司）
- 魔剑姬！通（藜茶茶）
- LOVE STAGE!!（女子B）

2015年
- 新妹魔王的契約者（相川志保）
- ISUCA依絲卡（相馬撫子）
- 絕命制裁X（賽蓮）
- 空戰魔導士培訓生的教官（芙隆·弗拉梅爾）

2016年
- Qualidea Code（學生）

2017年
- 偶像事變（新城小夏[2]）
- 阿法隆公主艾琳娜（詹姆斯王子）

2019年
- 約會大作戰Ⅲ（五河士織）

### OVA
2010年
- 天降之物（女子2）

2011年
- 薄櫻鬼雪華錄（小孩）

2013年
- BLOOD LAD 血意少年（茉莉花）

2015年
- 棺姬嘉依卡 AVENGING BATTLE（嘉依卡·布芙丹）

2016年
- 空戰魔導士培訓生的教官（芙隆·弗拉梅爾）

### 劇場版
2010年
- 朱諾號（動畫）（雅美）

2015年
- 約會大作戰劇場版 萬由里審判（五河士織）

### 網路動畫
- 地獄幼稚園（魯貝羅君）

### 遊戲
2006年
- 魔塔大陸 在世界終結續詠詩篇的少女（花モンスター全种）
- 王者之劍（救難騎士團中隊長、ロミナ、アデリーナ・エスペランサVer.4.0.19まで）

2007年
- アクエリアンエイジオルタナティブ（サイキック女子高生・斎木新名、スレイブメイド・ソフィエル、メイド天使・ソフィエル）

2011年
- 蒼翼默示錄：連續變換擴展版（ギィ）

2012年
- 蒼翼默示錄：刻之幻影（ギィ）

2013年
- 蒼翼默示錄（ギィ）

2015年
- 輻射4（凱特）

2016年
- 偶像事變（新城小夏）

### 廣播劇CD
- 空戰魔導士培訓生的教官（芙隆·弗拉梅爾）

## 音樂

### 單曲
| 枚  | 販售日        | 標題                            | 規格產品編號 | 規格產品編號 |
| 枚  | 販售日        | 標題                            | 限定盤       | 通常盤       |
| --- | ------------- | ------------------------------- | ------------ | ------------ |
| 1st | 2014年2月12日 | Reach for Light                 | COZC-832/3   | COCC-16833   |
| 2nd | 2014年6月4日  | UPON A STAR                     | COZC-923/4   | COCC-16869   |
| 3rd | 2015年4月29日 | triage（featuring 流田Project） | COZC-1037/8  | COCC-17012   |

### 音樂合作
| 樂曲            | 音樂合作一覽                      | 時期   |
| --------------- | --------------------------------- | ------ |
| Reach for Light | 電視動畫『魔劍姬！通』片尾曲      | 2014年 |
| UPON A STAR     | 電視動畫 『風雲維新大將軍』片尾曲 | 2014年 |
| triage          | 電視動畫『絕命制裁X』片頭曲       | 2015年 |

### 參與作品
| 販售日   | 標題                                                                      | 名義                                                                           | 歌曲                                       | 商業搭配                                     |
| 2011年   | 2011年                                                                    | 2011年                                                                         | 2011年                                     | 2011年                                       |
| -------- | ------------------------------------------------------------------------- | ------------------------------------------------------------------------------ | ------------------------------------------ | -------------------------------------------- |
| 11月28日 | マケン姫っ! 全エンディングっ!                                             | 藜茶茶（藏合紗惠子）、砂藤季美（味里）                                         | 「Baby!Baby! Ver.9」                       | 電視動畫『魔劍姬！通』片尾曲                 |
| 2012年   |                                                                           |                                                                                |                                            |                                              |
| 1月18日  | マケン姫っ! キャラクター・ソング・アルバム ドキッ☆ 水着でデスマッチ       | 高貴楓蘭（合田彩）、藜茶茶（藏合紗惠子）、砂藤季美（味里）                     | 「Get Over the Rainbow」                   | 電視動畫『魔劍姬！通』角色歌                 |
| 2013年   |                                                                           |                                                                                |                                            |                                              |
| 11月27日 | 太陽と月のCROSS                                                           | TWO-FORMULA（藏合紗惠子、佐土原香織）                                          | 「太陽と月のCROSS」「Shangri-La」          | 電視動畫『我的腦內戀礙選項』片尾曲           |
| 2014年   |                                                                           |                                                                                |                                            |                                              |
| 3月19日  | マケン姫っ!通 ビキニだらけの大音楽会《悩殺部門篇》                        | 藜茶茶（藏合紗惠子）、砂藤季美（味里）                                         | 「ミラクル☆SUMMER」                        | 電視動畫『魔劍姬！通』角色歌                 |
| 3月19日  | マケン姫っ!通 ビキニだらけの大音楽会《悩殺部門篇》                        | 水屋粳（古谷靜佳）、高貴楓蘭（合田彩）、藜茶茶（藏合紗惠子）、砂藤季美（味里） | 「金太の大冒険」                           | 電視動畫『魔劍姬！通』角色歌                 |
| 4月23日  | 快楽原理                                                                  | coffin princess（安濟知佳、藏合紗惠子、牧野由依）                              | 「快楽原理」                               | 電視動畫『棺姬嘉依卡』片尾曲                 |
| 7月23日  | デート・ア・ライブII ミュージック・セレクション DATE A "IMPRESSIVE" MUSIC | 夜刀神十香（井上麻里奈）、五河士織（藏合紗惠子）                               | 「Q&A」                                    | 電視動畫『約會大作戰II』插入曲               |
| 10月29日 | ワタシハオマエノナカニイル                                                | coffin princess（安濟知佳、藏合紗惠子、野水伊織）                              | 「ワタシハオマエノナカニイル」             | 電視動畫『棺姬嘉依卡 AVENGING BATTLE』片尾曲 |
| 2015年   |                                                                           |                                                                                |                                            |                                              |
| 1月28日  | Somebody to love                                                          | TWO-FORMULA（藏合紗惠子、佐土原香織）                                          | 「Somebody to love」「蒼風のニルヴァーナ」 | 電視動畫『ISUCA依絲卡』片尾曲                |

## 外部連結
- （日語）藏合紗恵子的X（前Twitter）
- （日語）藏合紗惠子的Instagram帳戶
- （日語）事務所官方簡介 （页面存档备份，存于）
- （日語）藏合紗恵子的部落格 （页面存档备份，存于）